# Lista över fornlämningar i Vellinge kommun
Lista över fornlämningar i Vellinge kommun är en förteckning av ett urval av de fornlämningar som finns i Vellinge kommun.

## Eskilstorp
| Namn              | Lämningstyp    | Tillkomsttid | Historisk indelning | Plats | Läge                 | ID-nr          | Bild                                      |
| ----------------- | -------------- | ------------ | ------------------- | ----- | -------------------- | -------------- | ----------------------------------------- |
| Eskilstorp 1:1    | Stenkammargrav |              | Eskilstorp, Skåne   |       | 55.482428, 12.959758 | 10121300010001 | Ladda upp en till bild av detta fornminne |
| Stora Hammar 23:1 | Spärranordning |              | Eskilstorp, Skåne   |       | 55.468088, 12.929674 | 10134900230001 | Ladda upp en till bild av detta fornminne |

## Gässie
| Namn                      | Lämningstyp | Tillkomsttid | Historisk indelning | Plats | Läge                 | ID-nr          | Bild                                      |
| ------------------------- | ----------- | ------------ | ------------------- | ----- | -------------------- | -------------- | ----------------------------------------- |
| Gessie högar (Gässie 2:1) | Hög         |              | Gässie, Skåne       |       | 55.496522, 12.964433 | 10124000020001 | Ladda upp en till bild av detta fornminne |
| Gässie 5:1                | Hög         |              | Gässie, Skåne       |       | 55.496113, 12.963933 | 10124000050001 | Ladda upp en bild av detta fornminne      |
| Gässie 7:1                | Gravfält    |              | Gässie, Skåne       |       | 55.497688, 12.966504 | 10124000070001 | Ladda upp en bild av detta fornminne      |

## Håslöv
| Namn                    | Lämningstyp    | Tillkomsttid | Historisk indelning | Plats | Läge                 | ID-nr          | Bild                                      |
| ----------------------- | -------------- | ------------ | ------------------- | ----- | -------------------- | -------------- | ----------------------------------------- |
| Åkes hög (Håslöv 1:1)   | Hög            |              | Håslöv, Skåne       |       | 55.447534, 13.030173 | 10125900010001 | Ladda upp en till bild av detta fornminne |
| Gränsdösen (Håslöv 3:1) | Stenkammargrav |              | Håslöv, Skåne       |       | 55.449769, 13.034631 | 10125900030001 | Ladda upp en bild av detta fornminne      |
| Håslöv 4:1              | Stenkammargrav |              | Håslöv, Skåne       |       | 55.446192, 13.050973 | 10125900040001 | Ladda upp en bild av detta fornminne      |
| Håslöv 4:2              | Hällristning   |              | Håslöv, Skåne       |       | 55.446209, 13.051022 | 10125900040002 | Ladda upp en bild av detta fornminne      |
| Hanehög (Håslöv 5:1)    | Hög            |              | Håslöv, Skåne       |       | 55.434022, 13.034375 | 10125900050001 | Ladda upp en till bild av detta fornminne |
| Håslöv 51               | Stenkammargrav |              | Håslöv, Skåne       |       | 55.432089, 13.047917 | 12000000106066 | Ladda upp en bild av detta fornminne      |
| Håslöv 53               | Stenkammargrav |              | Håslöv, Skåne       |       | 55.429821, 13.050588 | 12000000131369 | Ladda upp en bild av detta fornminne      |

## Hököpinge
| Namn                                  | Lämningstyp             | Tillkomsttid | Historisk indelning | Plats | Läge                 | ID-nr          | Bild                                      |
| ------------------------------------- | ----------------------- | ------------ | ------------------- | ----- | -------------------- | -------------- | ----------------------------------------- |
| Hököpinge 1:1                         | Hög                     |              | Hököpinge, Skåne    |       | 55.501753, 13.037848 | 10126900010001 | Ladda upp en till bild av detta fornminne |
| Hököpinge 2:1                         | Hög                     |              | Hököpinge, Skåne    |       | 55.506245, 13.022983 | 10126900020001 | Ladda upp en bild av detta fornminne      |
| Hököpinge 2:2                         | Hög                     |              | Hököpinge, Skåne    |       | 55.506071, 13.022539 | 10126900020002 | Ladda upp en bild av detta fornminne      |
| Hököpinge 3:1                         | Hög                     |              | Hököpinge, Skåne    |       | 55.496764, 13.015499 | 10126900030001 | Ladda upp en till bild av detta fornminne |
| Hököpinge 3:2                         | Hög                     |              | Hököpinge, Skåne    |       | 55.496309, 13.014984 | 10126900030002 | Ladda upp en till bild av detta fornminne |
| Skepps hög (Skäpphög) (Hököpinge 4:1) | Hög                     |              | Hököpinge, Skåne    |       | 55.492359, 13.032548 | 10126900040001 | Ladda upp en till bild av detta fornminne |
| Hököpinge 5:1                         | Hög                     |              | Hököpinge, Skåne    |       | 55.488171, 13.036918 | 10126900050001 | Ladda upp en till bild av detta fornminne |
| Hököpinge 6:1                         | Hög                     |              | Hököpinge, Skåne    |       | 55.490958, 13.037765 | 10126900060001 | Ladda upp en till bild av detta fornminne |
| Hököpinge 7:1                         | Hög                     |              | Hököpinge, Skåne    |       | 55.490756, 13.052597 | 10126900070001 | Ladda upp en bild av detta fornminne      |
| Hököpinge 32                          | Grav- och boplatsområde |              | Hököpinge, Skåne    |       | 55.492425, 13.009737 | 12000000001158 | Ladda upp en bild av detta fornminne      |

## Mellan-Grevie
| Namn                                | Lämningstyp | Tillkomsttid | Historisk indelning  | Plats | Läge                 | ID-nr          | Bild                                      |
| ----------------------------------- | ----------- | ------------ | -------------------- | ----- | -------------------- | -------------- | ----------------------------------------- |
| Bolmers Högar (Mellan-Grevie 1:1)   | Hög         |              | Mellan-Grevie, Skåne |       | 55.468392, 13.109669 | 10130700010001 | Ladda upp en till bild av detta fornminne |
| "Bolmers Högar" (Mellan-Grevie 1:2) | Hög         |              | Mellan-Grevie, Skåne |       | 55.468139, 13.109310 | 10130700010002 | Ladda upp en till bild av detta fornminne |
| Mellan-Grevie 2:1                   | Hög         |              | Mellan-Grevie, Skåne |       | 55.467853, 13.107033 | 10130700020001 | Ladda upp en bild av detta fornminne      |
| Mellan-Grevie 3:1                   | Hög         |              | Mellan-Grevie, Skåne |       | 55.463326, 13.100077 | 10130700030001 | Ladda upp en till bild av detta fornminne |

## Räng
| Namn                  | Lämningstyp      | Tillkomsttid | Historisk indelning | Plats | Läge                 | ID-nr          | Bild                                      |
| --------------------- | ---------------- | ------------ | ------------------- | ----- | -------------------- | -------------- | ----------------------------------------- |
| Fredshögen (Räng 2:1) | Hög              |              | Räng, Skåne         |       | 55.390112, 13.012602 | 10132600020001 | Ladda upp en bild av detta fornminne      |
| Räng 5:1              | Kyrka/kapell     |              | Räng, Skåne         |       | 55.404424, 12.986138 | 10132600050001 | Ladda upp en till bild av detta fornminne |
| Räng 5:2              | Begravningsplats |              | Räng, Skåne         |       | 55.404408, 12.986145 | 10132600050002 | Ladda upp en bild av detta fornminne      |
| Räng 12:1             | Hög              |              | Räng, Skåne         |       | 55.398445, 12.982955 | 10132600120001 | Ladda upp en bild av detta fornminne      |
| Hyllehög (Räng 13:1)  | Hög              |              | Räng, Skåne         |       | 55.394448, 13.000516 | 10132600130001 | Ladda upp en bild av detta fornminne      |
| 2) Byshög (Räng 54:1) | Hög              |              | Räng, Skåne         |       | 55.412632, 13.031730 | 10132600540001 | Ladda upp en bild av detta fornminne      |
| 2) Byshög (Räng 54:2) | Hög              |              | Räng, Skåne         |       | 55.411839, 13.032308 | 10132600540002 | Ladda upp en bild av detta fornminne      |
| Tegelhög (Räng 56:1)  | Hög              |              | Räng, Skåne         |       | 55.425612, 13.021115 | 10132600560001 | Ladda upp en bild av detta fornminne      |

## Skanör m. Falsterbo
| Namn                                         | Lämningstyp                      | Tillkomsttid | Historisk indelning        | Plats | Läge                 | ID-nr          | Bild                                      |
| -------------------------------------------- | -------------------------------- | ------------ | -------------------------- | ----- | -------------------- | -------------- | ----------------------------------------- |
| Skanörs slottsruin (Skanör m. Falsterbo 1:1) | Borg                             |              | Skanör m. Falsterbo, Skåne |       | 55.420766, 12.849250 | 10133700010001 | Ladda upp en till bild av detta fornminne |
| Skanör m. Falsterbo 9:1                      | Husgrund, förhistorisk/medeltida |              | Skanör m. Falsterbo, Skåne |       | 55.399944, 12.869290 | 10133700090001 | Ladda upp en bild av detta fornminne      |
| Flommen (Skanör m. Falsterbo 11:1)           | Fiskeläge                        |              | Skanör m. Falsterbo, Skåne |       | 55.417763, 12.836954 | 10133700110001 | Ladda upp en bild av detta fornminne      |
| Hovbacken (Skanör m. Falsterbo 15:1)         | Fiskeläge                        |              | Skanör m. Falsterbo, Skåne |       | 55.423433, 12.841858 | 10133700150001 | Ladda upp en bild av detta fornminne      |
| Hovbacken (Skanör m. Falsterbo 15:2)         | Fiskeläge                        |              | Skanör m. Falsterbo, Skåne |       | 55.424939, 12.841533 | 10133700150002 | Ladda upp en bild av detta fornminne      |
| Hovbacken (Skanör m. Falsterbo 15:3)         | Fiskeläge                        |              | Skanör m. Falsterbo, Skåne |       | 55.423506, 12.840743 | 10133700150003 | Ladda upp en bild av detta fornminne      |
| Hovbacken (Skanör m. Falsterbo 15:4)         | Fiskeläge                        |              | Skanör m. Falsterbo, Skåne |       | 55.422774, 12.839623 | 10133700150004 | Ladda upp en bild av detta fornminne      |
| Hovbacken (Skanör m. Falsterbo 15:5)         | Fiskeläge                        |              | Skanör m. Falsterbo, Skåne |       | 55.422125, 12.840799 | 10133700150005 | Ladda upp en bild av detta fornminne      |
| Flommen (Skanör m. Falsterbo 16:1)           | Fiskeläge                        |              | Skanör m. Falsterbo, Skåne |       | 55.417864, 12.839442 | 10133700160001 | Ladda upp en bild av detta fornminne      |
| Skanör m. Falsterbo 18:1                     | Fiskeläge                        |              | Skanör m. Falsterbo, Skåne |       | 55.438974, 12.863273 | 10133700180001 | Ladda upp en till bild av detta fornminne |
| Skanör m. Falsterbo 25:1                     | Fiskeläge                        |              | Skanör m. Falsterbo, Skåne |       | 55.422058, 12.867477 | 10133700250001 | Ladda upp en till bild av detta fornminne |
| Skanör m. Falsterbo 26:1                     | Minnesmärke                      |              | Skanör m. Falsterbo, Skåne |       | 55.418276, 12.849379 | 10133700260001 | Ladda upp en bild av detta fornminne      |
| Skanör m. Falsterbo 45:1                     | Husgrund, historisk tid          |              | Skanör m. Falsterbo, Skåne |       | 55.399782, 12.904771 | 10133700450001 | Ladda upp en bild av detta fornminne      |
| Skanör m. Falsterbo 45:2                     | Husgrund, historisk tid          |              | Skanör m. Falsterbo, Skåne |       | 55.399319, 12.904329 | 10133700450002 | Ladda upp en bild av detta fornminne      |
| Skanör m. Falsterbo 45:3                     | Husgrund, historisk tid          |              | Skanör m. Falsterbo, Skåne |       | 55.399144, 12.903742 | 10133700450003 | Ladda upp en bild av detta fornminne      |
| Falsterbohus slottsruin (Falsterbo 5:1)      | Borg                             |              | Skanör m. Falsterbo, Skåne |       | 55.386299, 12.829464 | 10300600050001 | Ladda upp en till bild av detta fornminne |
| Danska kyrkan (Falsterbo 6:1)                | Kyrka/kapell                     |              | Skanör m. Falsterbo, Skåne |       | 55.387276, 12.824041 | 10300600060001 | Ladda upp en bild av detta fornminne      |
| Falsterbo 8:1                                | Fiskeläge                        |              | Skanör m. Falsterbo, Skåne |       | 55.390817, 12.825695 | 10300600080001 | Ladda upp en bild av detta fornminne      |
| Grumhöjebackarna (Falsterbo 9:1)             | Fiskeläge                        |              | Skanör m. Falsterbo, Skåne |       | 55.395152, 12.828383 | 10300600090001 | Ladda upp en bild av detta fornminne      |

## Stora Hammar
| Namn                                  | Lämningstyp    | Tillkomsttid | Historisk indelning | Plats | Läge                 | ID-nr          | Bild                                      |
| ------------------------------------- | -------------- | ------------ | ------------------- | ----- | -------------------- | -------------- | ----------------------------------------- |
| Kungshögen (Stora Hammar 1:1)         | Hög            |              | Stora Hammar, Skåne |       | 55.426825, 12.969990 | 10134900010001 | Ladda upp en till bild av detta fornminne |
| Stora Hammar 2:2                      | Gravfält       |              | Stora Hammar, Skåne |       | 55.448107, 12.951363 | 10134900020002 | Ladda upp en bild av detta fornminne      |
| Stenbocks skansar (Stora Hammar 7:1)  | Fästning/skans |              | Stora Hammar, Skåne |       | 55.419753, 12.951736 | 10134900070001 | Ladda upp en bild av detta fornminne      |
| Stenbocks skansar (Stora Hammar 21:1) | Fästning/skans |              | Stora Hammar, Skåne |       | 55.416493, 12.948056 | 10134900210001 | Ladda upp en bild av detta fornminne      |

## Södra Åkarp
| Namn                            | Lämningstyp    | Tillkomsttid | Historisk indelning | Plats | Läge                 | ID-nr          | Bild                                      |
| ------------------------------- | -------------- | ------------ | ------------------- | ----- | -------------------- | -------------- | ----------------------------------------- |
| Vållehög (Södra Åkarp 1:1)      | Hög            |              | Södra Åkarp, Skåne  |       | 55.474389, 13.044800 | 10136900010001 | Ladda upp en till bild av detta fornminne |
| Klockaredösen (Södra Åkarp 2:1) | Stenkammargrav |              | Södra Åkarp, Skåne  |       | 55.473728, 13.050798 | 10136900020001 | Ladda upp en till bild av detta fornminne |
| Klockaredösen (Södra Åkarp 2:2) | Hällristning   |              | Södra Åkarp, Skåne  |       | 55.473719, 13.050836 | 10136900020002 | Ladda upp en bild av detta fornminne      |
| Södra Åkarp 3:1                 | Hög            |              | Södra Åkarp, Skåne  |       | 55.463865, 13.055528 | 10136900030001 | Ladda upp en bild av detta fornminne      |
| Södra Åkarp 4:1                 | Hög            |              | Södra Åkarp, Skåne  |       | 55.463985, 13.056973 | 10136900040001 | Ladda upp en till bild av detta fornminne |
| Södra Åkarp 5:1                 | Hög            |              | Södra Åkarp, Skåne  |       | 55.468177, 13.051828 | 10136900050001 | Ladda upp en bild av detta fornminne      |
| Södra Åkarp 6:1                 | Stenkammargrav |              | Södra Åkarp, Skåne  |       | 55.468915, 13.052170 | 10136900060001 | Ladda upp en bild av detta fornminne      |
| Södra Åkarp 7:1                 | Hög            |              | Södra Åkarp, Skåne  |       | 55.475445, 13.079959 | 10136900070001 | Ladda upp en bild av detta fornminne      |
| Södra Åkarp 8:1                 | Hög            |              | Södra Åkarp, Skåne  |       | 55.461278, 13.076855 | 10136900080001 | Ladda upp en bild av detta fornminne      |
| Södra Åkarp 9:1                 | Gravfält       |              | Södra Åkarp, Skåne  |       | 55.474951, 13.043406 | 10136900090001 | Ladda upp en bild av detta fornminne      |
| Södra Åkarp 24:1                | Hög            |              | Södra Åkarp, Skåne  |       | 55.463411, 13.056326 | 10136900240001 | Ladda upp en bild av detta fornminne      |
| Södra Åkarp 25:1                | Hög            |              | Södra Åkarp, Skåne  |       | 55.467389, 13.051124 | 10136900250001 | Ladda upp en bild av detta fornminne      |

## Vellinge
| Namn                    | Lämningstyp | Tillkomsttid | Historisk indelning | Plats | Läge                 | ID-nr          | Bild                                 |
| ----------------------- | ----------- | ------------ | ------------------- | ----- | -------------------- | -------------- | ------------------------------------ |
| Frisbjär (Vellinge 4:1) | Gravfält    |              | Vellinge, Skåne     |       | 55.475615, 12.983046 | 10139100040001 | Ladda upp en bild av detta fornminne |
| Kylebjär (Vellinge 5:1) | Gravfält    |              | Vellinge, Skåne     |       | 55.468971, 12.978011 | 10139100050001 | Ladda upp en bild av detta fornminne |
| Vellinge 7:1            | Gravfält    |              | Vellinge, Skåne     |       | 55.466267, 13.018038 | 10139100070001 | Ladda upp en bild av detta fornminne |
| Vellinge 11:1           | Hög         |              | Vellinge, Skåne     |       | 55.459102, 12.994044 | 10139100110001 | Ladda upp en bild av detta fornminne |

## Västra Ingelstad
| Namn                                    | Lämningstyp     | Tillkomsttid | Historisk indelning     | Plats | Läge                 | ID-nr          | Bild                                      |
| --------------------------------------- | --------------- | ------------ | ----------------------- | ----- | -------------------- | -------------- | ----------------------------------------- |
| Månstorps gavlar (Västra Ingelstad 1:1) | Slott/herresäte |              | Västra Ingelstad, Skåne |       | 55.478294, 13.136969 | 10140300010001 | Ladda upp en till bild av detta fornminne |
| Hanehög (Västra Ingelstad 2:1)          | Hög             |              | Västra Ingelstad, Skåne |       | 55.482958, 13.143719 | 10140300020001 | Ladda upp en bild av detta fornminne      |
| Hanehög (Västra Ingelstad 2:2)          | Hög             |              | Västra Ingelstad, Skåne |       | 55.482948, 13.144083 | 10140300020002 | Ladda upp en bild av detta fornminne      |
| Västra Ingelstad 3:1                    | Hög             |              | Västra Ingelstad, Skåne |       | 55.480220, 13.105765 | 10140300030001 | Ladda upp en bild av detta fornminne      |
| Västra Ingelstad 75:1                   | Hög             |              | Västra Ingelstad, Skåne |       | 55.482383, 13.105703 | 10140300750001 | Ladda upp en bild av detta fornminne      |
| Västra Ingelstad 75:2                   | Hög             |              | Västra Ingelstad, Skåne |       | 55.483073, 13.104622 | 10140300750002 | Ladda upp en bild av detta fornminne      |

## Östra Grevie
| Namn                      | Lämningstyp | Tillkomsttid | Historisk indelning | Plats | Läge                 | ID-nr          | Bild                                 |
| ------------------------- | ----------- | ------------ | ------------------- | ----- | -------------------- | -------------- | ------------------------------------ |
| Vårhög (Östra Grevie 1:1) | Hög         |              | Östra Grevie, Skåne |       | 55.470189, 13.117483 | 10142100010001 | Ladda upp en bild av detta fornminne |